# Končanica
Končanica (Tsjechisch: Končenice) is een gemeente in de Kroatische provincie Bjelovar-Bilogora. De gemeente Končanica telde 1.804 inwoners op 31 augustus 2021, waarvan 688 in het dorp Končanica. Een andere belangrijke plaats in de gemeente is het dorp Daruvarski Brestovac met 546 inwoners in 2021.
In Končanica vormen Tsjechen de grootste bevolkingsgroep. In 2021 werden 831 etnische Tsjechen geregistreerd, oftewel 46% van de bevolking. De etnische Kroaten vormden met 805 leden ongeveer 44,6% van de bevolking. De 126 Serviërs vormden een andere significante minderheidsgroep van 7%.
Steden (gradovi): Bjelovar · Čazma · Daruvar · Garešnica · Grubišno Polje

Gemeenten (općine): Berek · Dežanovac · Đulovac · Hercegovac · Ivanska · Kapela · Končanica · Nova Rača · Rovišće · Severin · Sirač · Šandrovac · Štefanje · Velika Pisanica · Velika Trnovitica · Veliki Grđevac · Veliko Trojstvo · Zrinski Topolovac